# Тотана
Тотана (ісп. Totana) — муніципалітет в Іспанії, у складі автономної спільноти Мурсія. Населення — 29 333 особи (2010).
Муніципалітет розташований на відстані близько 350 км на південний схід від Мадрида, 40 км на південний захід від Мурсії.
На території муніципалітету розташовані такі населені пункти: (дані про населення за 2010 рік)
- Тотана: 24980 осіб
- Лас-Віньяс: 13 осіб
- Ла-Уерта: 174 особи
- Ла-Сьєрра: 60 осіб
- Ла-Чарка: 403 особи
- Морті-Альто: 142 особи
- Морті-Бахо: 618 осіб
- Лос-Кантарерос: 125 осіб
- Лос-Лопес: 148 осіб
- Лас-Ломас: 815 осіб
- Лас-Вентас: 184 особи
- Паретон: 322 особи
- Лебор-Альто: 362 особи
- Лебор-Бахо: 274 особи
- Ла-Баркілья: 13 осіб
- Лас-Кебрадас: 29 осіб
- Ла-Костера: 24 особи
- Ла-Ньйоріка: 335 осіб
- Райгеро-Альто: 157 осіб
- Райгеро-Бахо: 155 осіб

## Демографія
Динаміка населення (INE ):

## Галерея зображень

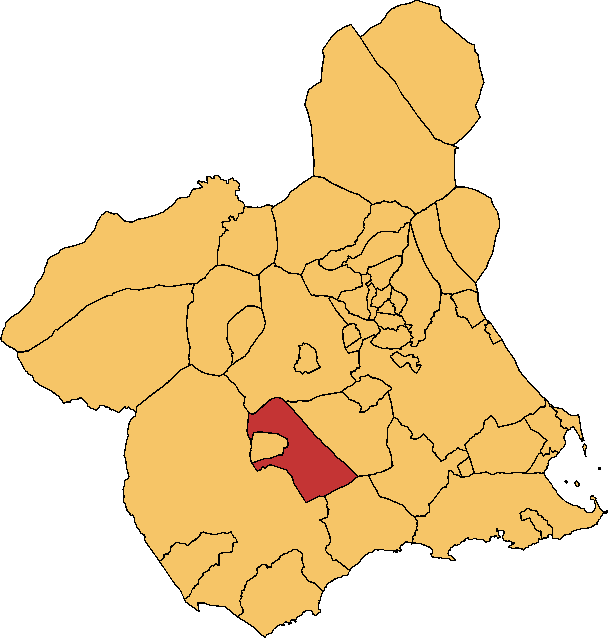
Розташування муніципалітету у провінції Мурсія
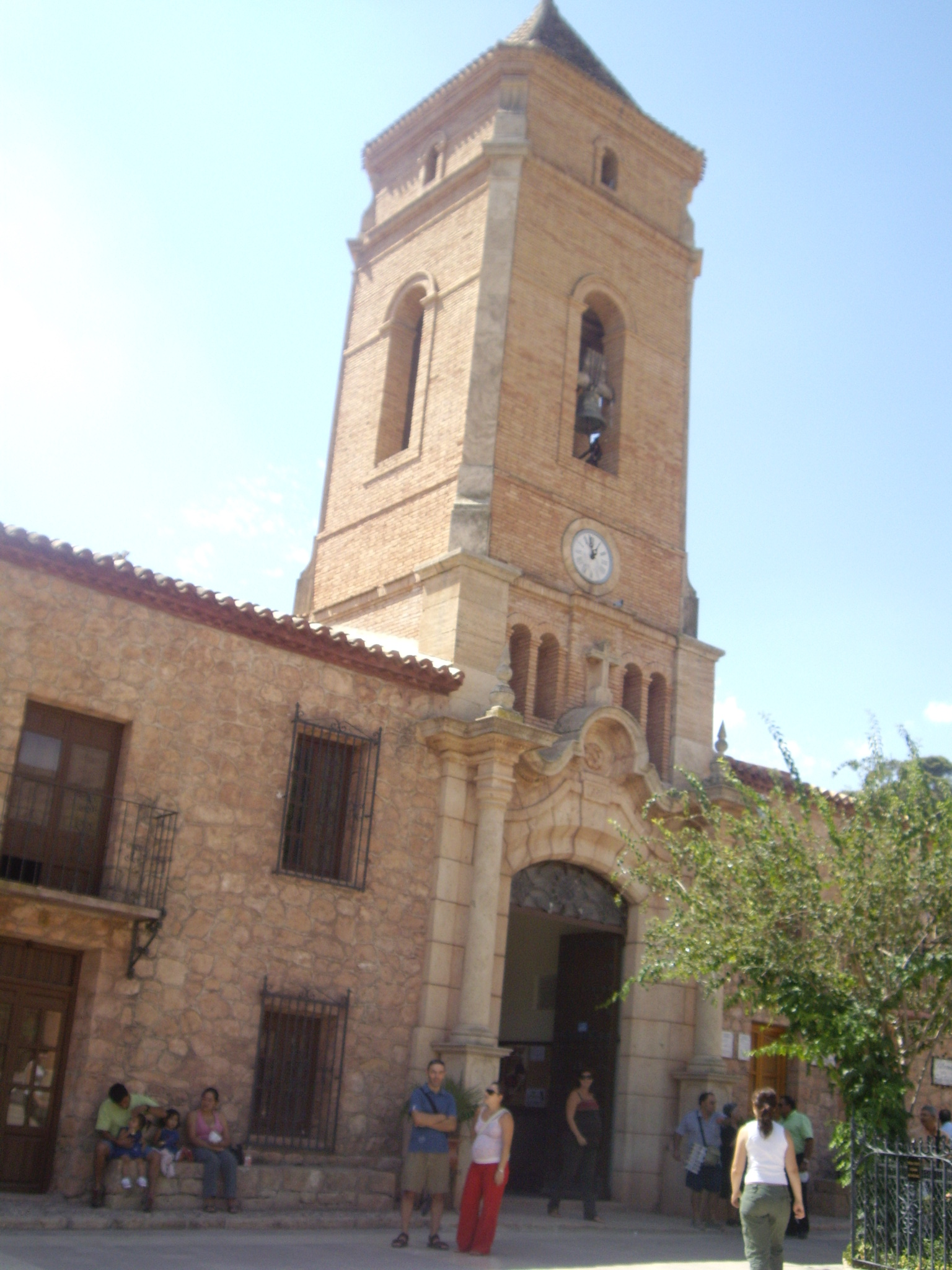
Монастир Санта-Еулалія